# Municipio de Radomir
El Municipio de Radomir (en búlgaro: Община Радомир) es un municipio en el provincia de Pernik, Bulgaria.

## Demografía
En el 2011 censo, la población de Radomir era 20,896. La mayoría de los habitantes eran búlgaros (88.47%) con una minoría de gitanos/romani (4.27%). El 6.94% de la etnicidad de la población era desconocida.

## Pueblos
Además de la ciudad capital de Radomir,  hay 9 pueblos en el municipio:
 
- Baykalsko
- Belanitsa
- Boboratsi
- Bornarevo
- Chervena Mogila
- Chukovets
- Gorna Dikanya
- Galabnik
- Debeli lag
- Dolna Dikanya
- Dolni Rakovets
- Dragomirovo
- Dren
- Drugan
- Jedna
- Jitusha
- Izvor
- Kasilag
- Klenovik
- Kondofrey
- Kopanitsa
- Kosharite
- Negovantsi
- Nikolaevo
- Potsurnentsi
- Priboy
- Radibosh
- Staro Selo
- Stefanovo
- Uglyartsi
- Vladimir